# 芦洪江
芦洪江，又名芦洪市河，是位於中国湖南省東安縣、冷水灘區的一条河流，汇入湘江，属于湘江水系。河长80千米，流域面积1069平方千米，多年平均流量20立方米每秒。自然落差204米。水能理论蕴藏量1万千瓦。